# Wissam A-Tawil
Wissam al-Tawil ( arabul : وسم التوليل, pontos átírásban : Wassam Altawil ; más néven: Haj Jawad ; 1970 – 2024. január 8. ) libanoni terrorista, a Hezbollah terrorista szervezet magas rangú parancsnoka volt a Radwan-ban . Meghalt a libanoni Khirbet Salemben egy célzott ellentámadásban a vaskardok háborúja során az északi fronton . 

## életrajz
A-Tawil 1970-ben született,  fiatalon csatlakozott a Hezbollahhoz. 2006-ban részt vett az IDF katonák elrablásában a libanoni határon, ami a második libanoni háború kitöréséhez vezetett. A szíriai polgárháború idején központi szerepet játszott a Bassár el-Aszad vezette szíriai kormány támogatásában.  Ő volt a felelős a Megiddo Junctionnál 2023 márciusában elkövetett támadásért, amelyben egy izraeli súlyosan megsérült. Haláláig a Hizballah Radwan haderejének magas rangú parancsnoka volt, és ő volt a felelős a légierő 506. támadásáért a hegyen. Miron, ami két nappal a halála előtt történt. 

### Halálakor a Hezbollah elit Radwan-egységében parancsnok-helyettesi posztot töltött be.[7] Izrael szerint ő volt a felelős az izraeli légierő Meron-hegyi bázisára mért csapásért, amely két nappal a meggyilkolása előtt történt.[8] őt
2024. január 8- án egy dróntámadás során életét vesztette , amely több száz méterre találta el autóját Khairbat Salem városában  Január 8-tól ő a Hezbollah legmagasabb rangú tisztje az Iron Swords War alatt halt meg  Hassan Nasrallah sógora, a Hezbollah főtitkára.  [5]
1. ↑  Sablon:עכשיו 14
2. ↑  „بعد استشهاده في قصف إسرائيلي.. من هو وسام الطويل القائد الميداني بحزب الله؟”, elaosboa, 2024. január 8. (Hozzáférés: 2024. január 8.) (arabic nyelvű)
3. ↑  Sablon:ציוץ
4. ↑  Sablon:Ynet
5. ↑  Sablon:Ynet
6. ↑  Sablon:הארץ
7. ↑  Sablon:מעריב אונליין